# Dorobna
Dorobna – wieś w Polsce położona w województwie wielkopolskim, w powiecie kolskim, w gminie Koło.